# Marco Aurelio Zani de Ferranti
Marco Aurelio Felice Luigi Giovanni Battista Zani de Ferranti (* 23. Dezember 1801 in der Pfarrei Santo Salvatore von Bologna; † 28. November 1878 in Pisa) war ein italienischer Gitarrist, Pianist, Komponist und Dichter.

## Leben und Wirken
Er besuchte das liceo in Bologna. Mit zwölf Jahren begann Zani de Ferranti, Sohn von Giovanni Battista und Maria Franzaroli, nachdem er Paganini spielen gehört hatte, in Lucca das Violinspiel zu erlernen und war innerhalb von vier Jahren bereits ein ausgezeichneter Violinist, als er das Instrument wechselte und, zurückgekehrt nach Bologna, das Gitarrenspiel erlernte. Auch hierin brachte er es binnen weniger Jahre zur Meisterschaft. 1820 begann seine eigentliche Gitarristen-Karriere in Paris, wo er ohne sonderlichen Erfolg auftrat. 1821 nahm er eine Stelle als Bibliothekar in St. Petersburg an, wo er später Sekretär des Fürsten Naryschkin wurde und bis 1824 auch als Gitarrist auftrat. Nachdem er, verdächtigt des Anführens einer Verschwörung, dort festgenommen und zu vier Monaten Gefängnis verurteilt worden war, wurde er aus Russland ausgewiesen. Ab 1824 gab er als Gitarrenvirtuose Konzerte in Hamburg, Paris, Brüssel und London. Im August 1827 zog er nach Brüssel, wo er sich als Gitarrenlehrer niederließ und – wie wohl schon in Russland – wieder politisch radikalen und liberalen Kreisen anschloss. Er publizierte hier das poetische Werk Canto Eleuterico unter dem Decknamen Marco Bolognese. Zu seinem engeren Bekanntenkreis zählte beispielsweise der liberale Journalist Louis de Potter. Später mäßigte er seine politischen Aktivitäten und wurde ständiger Gast im Palast und im Schloss von Marquis Giuseppe Arconati-Visconti, wo er Kontakt zu einflussreichen Persönlichkeiten Brüssels bekam. Am 24. April 1830 heiratete er seine Schülerin Trinette Julie van Bever, die Tochter eines vermögenden Gemäldehändlers. Ihr gemeinsamer Sohn César wurde am 7. Februar 1831 geboren.
Konzertreisen führten ihn nach Holland, England, Frankreich und mit dem Violinisten und Paganini-Schüler Camillo Sivori nach  Amerika. Sein Sohn Cesare zog nach England und war der Vater von Sebastian Ziani de Ferranti.
Im Jahr 1846 wurde Zani de Ferrenati am Konservatorium in Brüssel Professor für italienische Sprache.
Zani de Ferrantis Werk umfasst eine Vielzahl von Kompositionen für Gitarre. Er wurde als großer Gitarrenvirtuose seiner Zeit angesehen und erhielt den Titel „Ehrengitarrist des Königs der Belgier“ bzw. den eines „kgl. belgischen Hofgitarristen“.

## Werke
- Fantaisien (op. 1, 4, 5, 7 und 10)
- Ronde des Fées (op. 2)
- 6 Nocturnes (op. 3)
- Caprice (op. 6)
- Divertissement (op. 8)
- Nocturne (op. 9)

## Werkausgabe
- 10 Kompositionen für Gitarre allein. Schott, Mainz.